# Piero Carini
Pietro Piero Franco Carini (Genova, 6 marzo 1921 – Saint-Étienne, 30 maggio 1957) è stato un pilota automobilistico italiano.

## Biografia
Corse nelle classiche dell'automobilismo prima di fare il suo esordio in Formula Uno nel 1952 al volante di una Ferrari 166 F2 della Scuderia Marzotto. Non portò a termine nessuno dei gran premi disputati (l'ultimo nel 1953 al volante di una Ferrari 553 F1 del team ufficiale).
Dopo queste esperienze ritornò a dedicarsi alle competizioni stradali.
Morì nel maggio del 1957 mentre stava gareggiando nella 6 Ore di Forez: la sua Ferrari Testa Rossa attraversò la barriera centrale finendo addosso alla vettura del pilota portoghese Antonio de Borges Barreto; nell'impatto morirono entrambi i piloti.

## Risultati

### Risultati in Formula 1
| 1952 | Scuderia          | Vettura        |  |  |  |     |  |     |  |  |  | Punti | Pos. |
| ---- | ----------------- | -------------- |  |  |  | --- |  | --- |  |  |  | ----- | ---- |
| 1952 | Scuderia Marzotto | Ferrari 166 F2 |  |  |  | Rit |  | Rit |  |  |  | 0     |      |

| 1953 | Scuderia         | Vettura        |  |  |  |  |  |  |  |  |     | Punti | Pos. |
| ---- | ---------------- | -------------- |  |  |  |  |  |  |  |  | --- | ----- | ---- |
| 1953 | Scuderia Ferrari | Ferrari 553 F1 |  |  |  |  |  |  |  |  | Rit | 0     |      |

| Legenda | 1º posto     | 2º posto | 3º posto    | A punti         | Senza punti/Non class.  | Grassetto – Pole position Corsivo – Giro più veloce |
| Legenda | Squalificato | Ritirato | Non partito | Non qualificato | Solo prove/Terzo pilota | Grassetto – Pole position Corsivo – Giro più veloce |

### Risultati alla 24 Ore di Le Mans
| Anno | Classe | N° | Gomme | Vettura                                  | Squadra    | Co-piloti       | Giri | Pos. Assol. | Pos. di Classe |
| ---- | ------ | -- | ----- | ---------------------------------------- | ---------- | --------------- | ---- | ----------- | -------------- |
| 1953 | S 5.0  | 21 | P     | Alfa Romeo 6C/3000 CM Alfa Romeo 3.5L I6 | Alfa Corse | Consalvo Sanesi | 125  | DNF         | DNF            |